# 維維湖
維維湖是俄羅斯的湖泊，位於克拉斯諾亞斯克邊疆區的普托拉納高原，面積229平方公里，湖畔沒有城鎮，其地理位置是俄羅斯的中心點。

## 外部連結
- Center of Russia